# معن أسعد
معن أسعد (مواليد 20 نوفمبر 1993)، هو رباع سوري يتنافس ضمن فئة +109 كجم.

## المسيرة
حصل معن أسعد على لقب بطولة آسيا للناشئين عام 2010، ولقب بطولة آسيا للشباب عام 2013، ولقب بطولة العرب للشباب عام 2013، وفضية دورة الفجر الدولية عام 2013، وذهبية بطولة التضامن الدولي 2018، وبرونزية بطولة آسيا 2019، والمركز الرابع في النتر، والخامس في المجموع في بطولة العالم بتايلاند 2019، وذهبية بطولة التحدي العالمية بسويسرا عام 2019، وفضية بطولة آسيا في أوزبكستان في عام 2021.
احتل المركز الخامس عشر في أولمبياد ريو 2016، والمركز الخامس في دورة الألعاب الآسيوية 2018. أصيب معن في كتفه بعد بطولة آسيا في أوزبكستان، التي حقق فيها ثلاث فضيات في أبريل 2020 ضمن رياضة رفع الأثقال عن وزن 433 كغ (195 خطف و238 نتر).
في 11 أبريل 2010، تم إيقافه لمدة عامين من قبل الاتحاد الدولي لرفع الأثقال بعد أن ثبتت تعاطيه لمادة ميتانديينون المحظورة.
حصل على الميدالية البرونزية لسوريا في دورة الألعاب الأولمبية الصيفية 2020 في طوكيو باليابان في وزن +109 كجم رجال، بعدما حمل 424 كجم في المجموع. كانت هذة الميدالية أول ميدالية لسوريا في أولمبياد طوكيو 2020.

## النتائج
| العام                                | المكان                    | الوزن                     | خطف (كجم)                 | خطف (كجم)                 | خطف (كجم)                 | خطف (كجم)                 | النتر (كجم)               | النتر (كجم)               | النتر (كجم)               | النتر (كجم)               | المجموع                   | المركز                    |
| العام                                | المكان                    | الوزن                     | 1                         | 2                         | 3                         | المركز                    | 1                         | 2                         | 3                         | المركز                    | المجموع                   | المركز                    |
| الألعاب الأولمبية الصيفية            | الألعاب الأولمبية الصيفية | الألعاب الأولمبية الصيفية | الألعاب الأولمبية الصيفية | الألعاب الأولمبية الصيفية | الألعاب الأولمبية الصيفية | الألعاب الأولمبية الصيفية | الألعاب الأولمبية الصيفية | الألعاب الأولمبية الصيفية | الألعاب الأولمبية الصيفية | الألعاب الأولمبية الصيفية | الألعاب الأولمبية الصيفية | الألعاب الأولمبية الصيفية |
| ------------------------------------ | ------------------------- | ------------------------- | ------------------------- | ------------------------- | ------------------------- | ------------------------- | ------------------------- | ------------------------- | ------------------------- | ------------------------- | ------------------------- | ------------------------- |
| 2021                                 | طوكيو، اليابان            | +109 كجم                  | 185                       | 197                       | 190                       | 3                         | 228                       | 242                       | 234                       | 4                         | 424                       | الثالث                    |
| بطولة العالم                         |                           |                           |                           |                           |                           |                           |                           |                           |                           |                           |                           |                           |
| 2019                                 | باتايا، تايلاند           | +109 كجم                  | 183                       | 189                       | 192                       | 8                         | 225                       | 233                       | 241                       | 5                         | 430                       | 6                         |
| بطولة آسيا                           |                           |                           |                           |                           |                           |                           |                           |                           |                           |                           |                           |                           |
| 2015                                 | محافظة بوكيت، تايلاند     | +105 كجم                  | 170                       | 178                       | 178                       | 4                         | 200                       | 200                       | 215                       | 5                         | 370                       | 5                         |
| 2016                                 | طشقند، أوزبكستان          | +105 كجم                  | 170                       | 182                       | 186                       | 4                         | 215                       | 227                       | 232                       | 5                         | 418                       | 5                         |
| 2019                                 | نينغبو، الصين             | +109 كجم                  | 183                       | 188                       | 193                       | الثالث                    | 222                       | 230                       | 231                       | 5                         | 410                       | 5                         |
| 2020                                 | طشقند، أوزبكستان          | +109 كجم                  | 186                       | 191                       | 195                       | الثاني                    | 230                       | 238                       | 238                       | الثاني                    | 433                       | الثاني                    |
| دورة ألعاب البحر الأبيض المتوسط 2022 |                           |                           |                           |                           |                           |                           |                           |                           |                           |                           |                           |                           |
| 2022                                 | الجزائر،وهران             | +102 كجم                  | -                         | -                         | -                         | -                         | 242                       | 242                       | 247                       | الأول                     | 489                       | الأول                     |